# Kika de la Garza
Eligio de la Garza, detto Kika (Mercedes, 22 settembre 1927 – McAllen, 13 marzo 2017), è stato un politico statunitense, membro della Camera dei Rappresentanti per lo stato del Texas dal 1965 al 1997.

## Biografia
Nato e cresciuto nel Texas in una famiglia di origini messicane, de la Garza prestò servizio nella marina e nell'esercito durante la guerra di Corea e poi si laureò in legge.
Entrato in politica con il Partito Democratico, nel 1952 venne eletto all'interno della legislatura statale del Texas, dove rimase per dodici anni. Nel 1964 fu eletto deputato alla Camera dei Rappresentanti e gli elettori lo riconfermarono per altri quindici mandati. Durante la sua lunga permanenza al Congresso, de la Garza si occupò principalmente di diritti civili e agricoltura. Nel 1996 decise di non chiedere un altro mandato agli elettori e si ritirò a vita privata, lasciando il seggio al compagno di partito Rubén Hinojosa.
Dal matrimonio con Lucille Alamia, de la Garza ebbe tre figli.